# Finlosta
Finlosta (Bromus lepidus) är en gräsart som beskrevs av Holmb. Finlosta ingår i släktet lostor, och familjen gräs. Inga underarter finns listade i Catalogue of Life.